# Onirion brucei
Onirion brucei är en tvåvingeart som först beskrevs av Ponte och Nelson Leander Cerqueira 1938.  Onirion brucei ingår i släktet Onirion och familjen stickmyggor. Inga underarter finns listade i Catalogue of Life.